# تيتو رامايو
تيتو رامايو (بالإسبانية: Tito Ramallo)‏ هو لاعب كرة قدم إسباني في مركز الدفاع، ولد في 29 أبريل 1969 في لا كورونيا في إسبانيا. لعب مع ديبورتيفو فابريل.